# 金禕
金 禕（きん い、? - 218年）は、中国後漢末期の武将・政治家。字は徳禕。司隸京兆尹の人。前漢の金日磾の末裔。父は金旋。

## 概要
『魏志』武帝紀が引く『三輔決録』に記述がある。金禕は耿紀・韋晃らとともに献帝に仕えていたが、曹操の専横振りに憤っていた。
218年、金禕は耿紀・韋晃らと謀り、吉本とその子の吉邈・吉穆らを誘って打倒曹操の計画を練った。
彼らは、金禕が前漢の功臣金日磾の末裔で、優れた忠臣である上に、その風格を漂わせていたため、彼を認めたといわれる。また金禕が郡の上計吏として許都に赴いていた頃、都の防衛にあたっていた長史の王必と親交があったため（金禕には弓術が得意な奴婢がおり、王必は頼んで彼女を借り受けたことがあった）、一同は金禕に従って王必を殺害した後、献帝を奉じて曹操勢を攻め、益州の劉備に対して援軍を要請するつもりであったといわれる。
当時、劉備軍の関羽の勢いが盛んであった。吉邈らは雑人や子飼いの奴婢千余人を率い、夜間に火を放って王必の元へ攻め寄せた。同時に金禕は、配下を派遣して王必の家中の者と内通させ、自ら王必の肩に矢を命中させ射抜いた。このとき王必は攻め寄せたのが金禕一味とは知らずに、金禕の屋敷に向かって「徳禕（金禕）どのはおられるか」と門を叩いた。しかし金禕の家中の者が、訪れたのが王必と知らずに吉邈らが帰還したと勘違いし「王必を討ち取りましたか。あなたたちの計画は成功しましたな」と述べたため、これを聞いた王必は驚き、他の道を通って逃亡した。
夜が明けても、王必は健在のままであった。しばらくして勢いを盛り返した王必は、典農中郎将の厳匡とともに討伐軍を起こし、吉邈らの軍勢を蹴散らして反乱を鎮圧した（その後、王必は傷の悪化で死去）。金禕一味は皆捕らわれ、斬罪に処された。

## 三国志演義での金禕
小説『三国志演義』でも登場するが、親子関係のことは触れられていない。上記同様に負傷を負った王必が金禕を頼ったとき、応対したのが金禕の妻だったということになっている。また金禕を討伐したのは、曹操が反乱に備えるため、管輅の予言に基づき郊外に駐屯させていた夏侯惇・曹休であった、という設定になっている。 